# Fatima Regragui
Fatima Regragui, née le 15 février 1941 à Rabat, morte le 2 août 2021, est une actrice marocaine. Ayant commencé dès ses 15 ans, dans les années 1950, elle a eu une longévité exceptionnelle comme comédienne professionnelle au théâtre, à la télévision et au cinéma marocains, ouvrant la voie à d’autres artistes.

## Biographie
Née en février 1941 à Rabat,, Fatima Regragui commence sa carrière artistique dès l’âge de 15 ans, comme comédienne, au théâtre, puis dans quelques courts métrages (tel Pour une bouchée de pain diffusé en 1960 et réalisé par Larbi Bennani, avec Tayeb Seddiki et d'autres professionnels du spectacle venus du théâtre ),. A l’époque, dans la deuxième partie des années 1950, les femmes comédiennes faisant de cette activité une profession sont rares au Maghreb, et elle fait partie d’une génération de pionnières,. Son premier long métrage cinématographique est  le film Chams Arrabiî (Soleil de printemps) réalisé par Latif Lahlou et diffusé en 1969. En 1975, elle rejoint la troupe du Théâtre national Mohammed-V à Rabat. Elle a joué dans plusieurs films marocains devenus cultes comme Adieu mère réalisé par Mohamed Ismaïl et Mirage, réalisé par Ahmed Bouanani.
Farima Regragui meurt en août 2021, à l'âge de 80 ans, à Salé,,. Quelques années avant sa mort, elle avait complètement perdu la vue,.

## Filmographie partielle
Longs métrages
- 1960 : Pour une bouchée de pain (Lokmat El Aich)
- 1968 : Soleil du printemps (Chams Rabi'i)
- 1980 : Mirage
- 1986 : La compromission
- 2008 : Adieu Mère